# Slottsparken

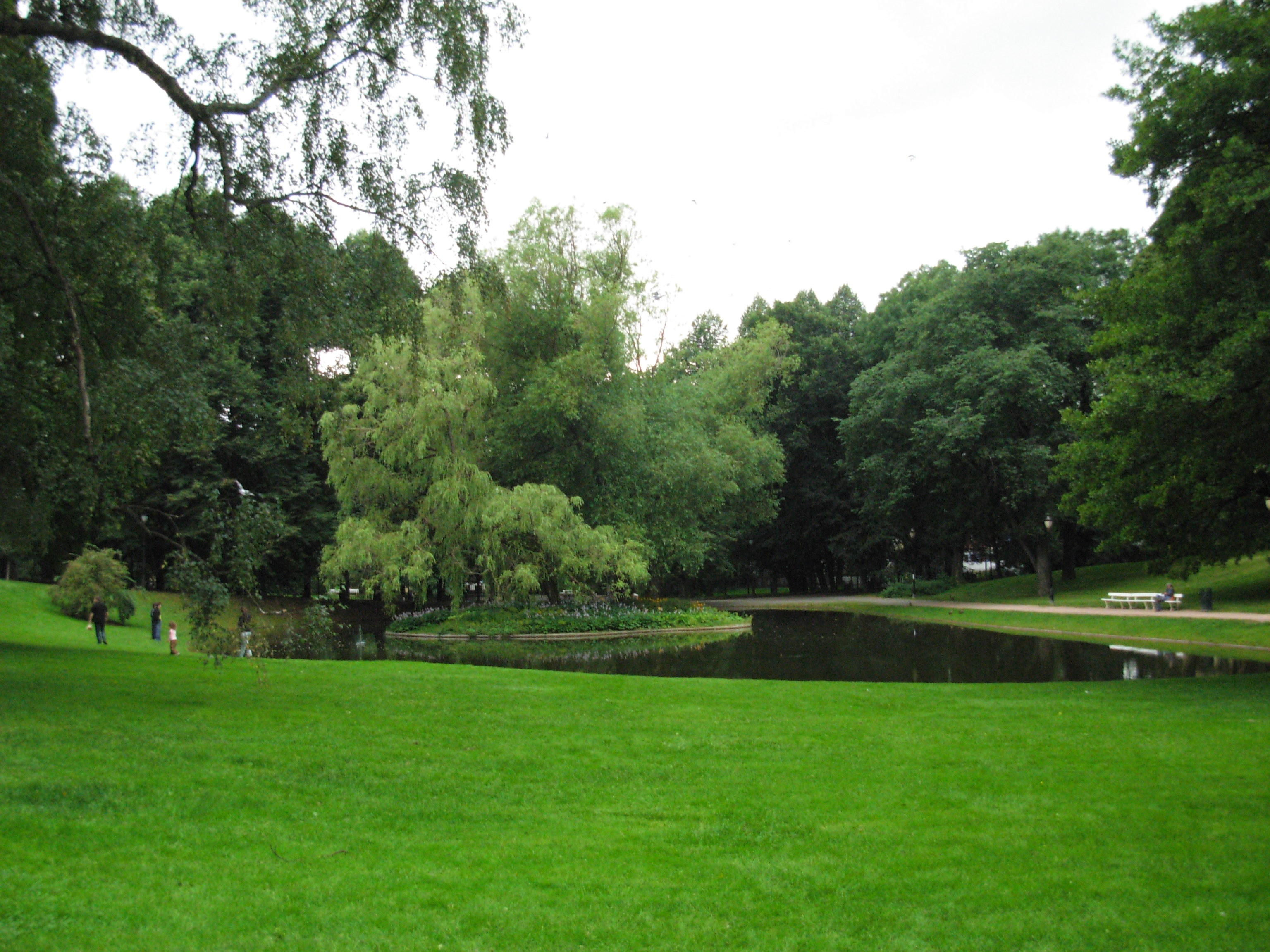
O espelho (d'água) do rei.

O Slottsparken ou Parque do Palácio é um parque público no centro de Oslo, capital da Noruega em torno do Palácio Real de Oslo. É de 22 hectares (54 acres). Foi construído durante a década de 1840 e foi projetado por Hans Ditlev Franciscus von Linstow, que foi o principal arquiteto do palácio. Dois mil árvores foram plantadas em 1848, mas desde então o parque foi reconstruído várias vezes, tornando-se mais simples com caminhos maiores e cada vez menos riachos.

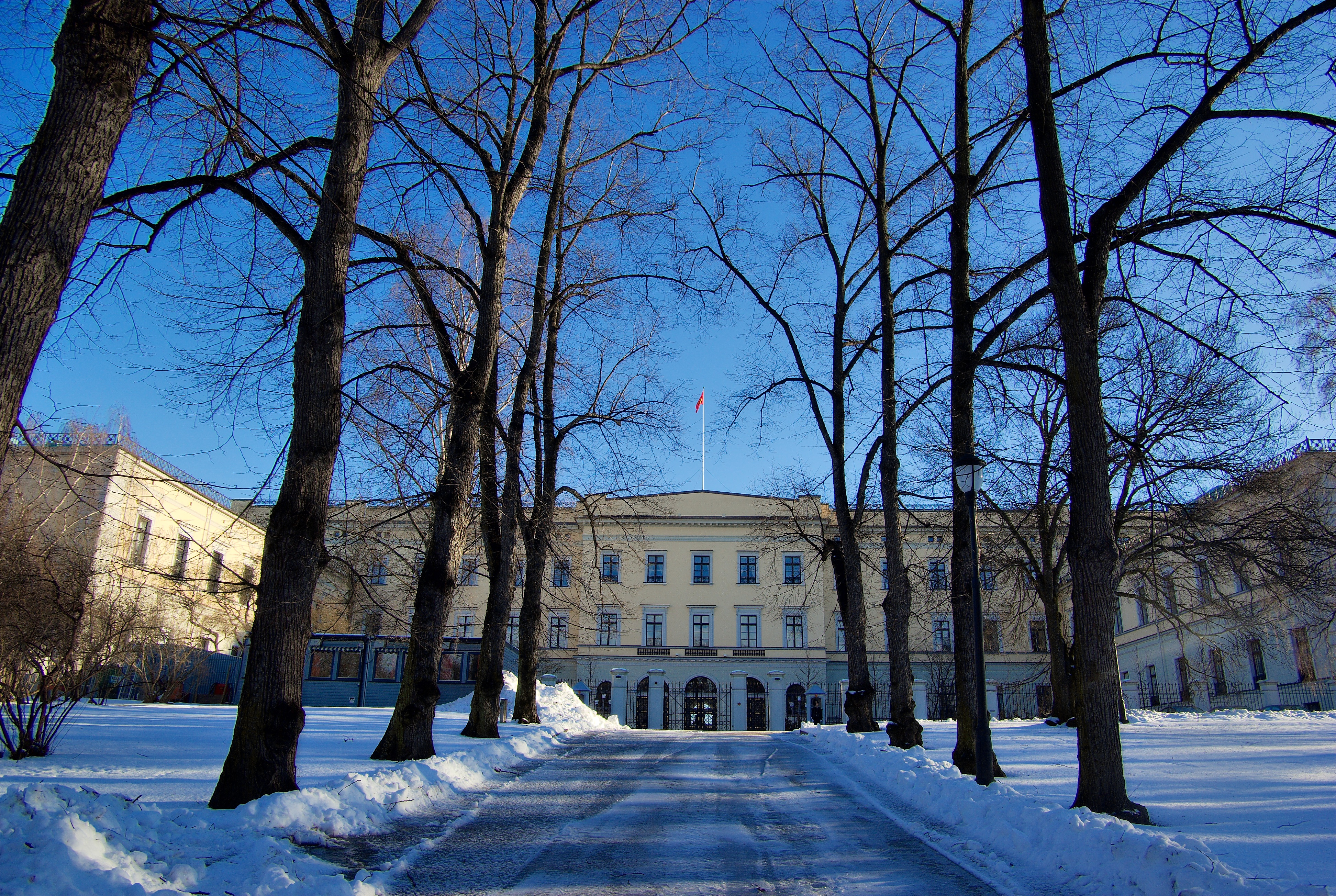
A parte de trás do Palácio Real, como visto do parque.